# Мизерикордија (Леко)
Мизерикордија је насеље у Италији у округу Леко, региону Ломбардија.
Према процени из 2011. у насељу је живело 49 становника. Насеље се налази на надморској висини од 321 м.